# Pielomastax octavii
Pielomastax octavii is een rechtvleugelig insect uit de familie Episactidae. De wetenschappelijke naam van deze soort is voor het eerst geldig gepubliceerd in 1937 door Chang.